# Koolimäe
Koolimäe es un pueblo ubicado en el municipio de Haljala, en el condado de Lääne-Viru, Estonia.

## Superficie
Posee una superficie de 6,664 kilómetros cuadrados.

## Demografía
Hasta 2021 la población era de 3 habitantes, con una densidad de población de 0,4502 habitantes por kilómetro cuadrado.